# DJ Dynamite

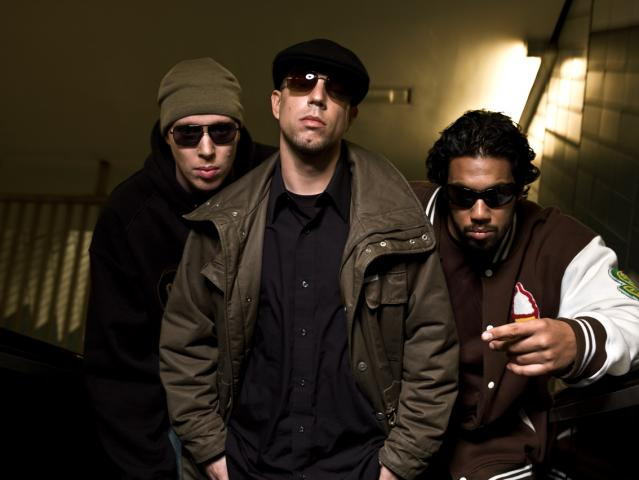
DJ Dynamite (links) mit Tropf und Samy Deluxe im Jahr 2008

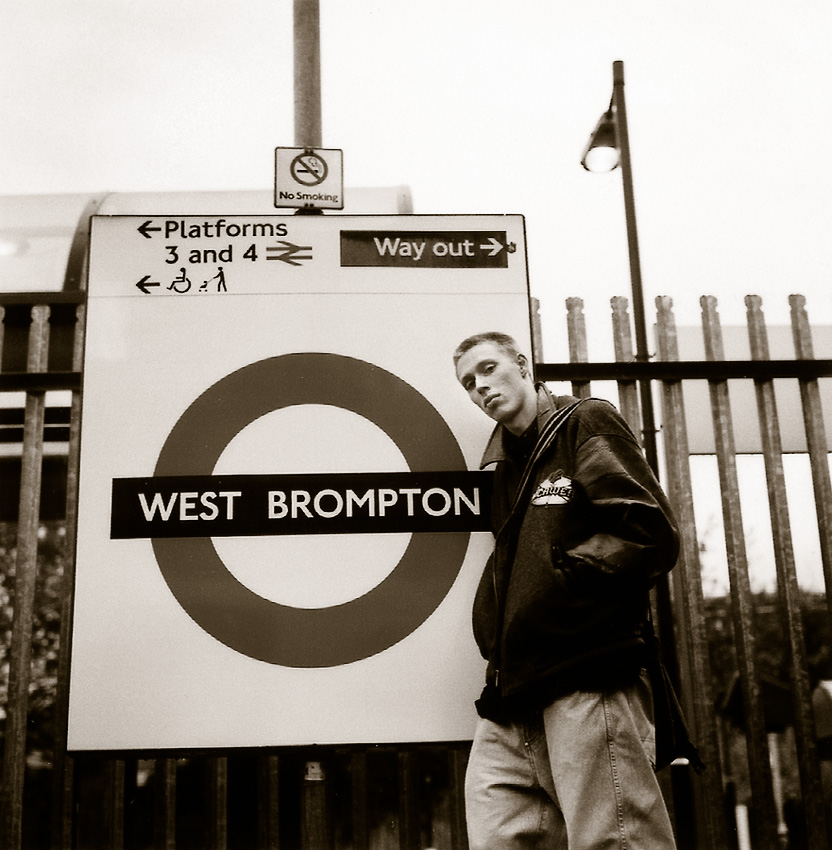
DJ Dynamite in London (2002)

DJ Dynamite (auch: Joni Rewind oder Peer Fekt, bürgerlich Jochen Niemann) ist ein DJ und Hip-Hop-Produzent aus Hamburg. Zusammen mit Samy Deluxe und Tropf bildete er von 1995 an die Hip-Hop Gruppe Dynamite Deluxe. Er ist einer der Gründer des Eimsbush-Labels. Zuletzt arbeitete er für Samy Deluxe und Deluxe Records. Als Joni Rewind produziert er Dancehall und hat im November 2002 sein erstes Soloalbum Welcome to the World of Joni Rewind veröffentlicht. Außerdem arbeitet er als Live-DJ für Marteria.

## Diskografie
Alben
- 2002: Welcome To The World Of Joni Rewind 2xLP"

Alben mit Dynamite Deluxe
- 1997: Eimsbush Tape Vol. 1 – Dynamite Deluxe Demo, Kassette
- 2000: Deluxe Soundsystem (Gold-Status)
- 2008: TNT

Singles, EPs mit Dynamite Deluxe
- 1998: Pures Gift 12"
- 1998: Samy Deluxe/Mcees 12"
- 2000: Ladies & Gentleman 12"
- 2000: Wie Jetzt 12"
- 2000: Grüne Brille EP 2x12"
- 2008: Dynamit! 12"
- 2008: Weiter 12"
- 2008: Alles Bleibt Anders 12" feat. Jan Delay

Studiomixe
- 2000: Deluxe Soundsystem
- 2001: Samy Deluxe (Album)
- 2003: Verdammtnochma
- 2005: Deluxe Records – Let’s Go!
- 2008: TNT

Mixtapes
- 1998: Eimsbush Tape Vol. 4 – Seveninch Bizznizz, Kassette
- 1999: Eimsbush Tape Vol. 6 – Raggamania, Kassette
- 2008: Dancehall Madness – CD